# Poimenesperus chassoti
Poimenesperus chassoti är en skalbaggsart som beskrevs av Stefan von Breuning 1966. Poimenesperus chassoti ingår i släktet Poimenesperus och familjen långhorningar. Inga underarter finns listade i Catalogue of Life.